# كاترين وارد
كاترين وارد هي لاعبة هوكي الجليد كندية، ولدت في 27 فبراير 1987 في مونتريال في كندا.

## وصلات خارجية
- كاترين وارد على موقع EliteProspects.com (الإنجليزية)
- كاترين وارد على موقع اللجنة الأولمبية الدولية (الإنجليزية)
- كاترين وارد على موقع أوليمبيديا (الإنجليزية)
- كاترين وارد على موقع اللجنة الأولمبية الكندية (الإنجليزية)